# کله‌هو (شاهیوند)
کله‌هو یا کَلَهو، روستایی از توابع بخش شاهیوند شهرستان چگنی  در استان لرستان ایران است.

## جمعیت
این روستا در دهستان کشکان جنوبی قرار دارد و براساس سرشماری مرکز آمار ایران در سال ۱۳۹۰، جمعیت آن ۱٬۰۹۱ نفر (۲۴۳ خانوار) بوده‌است.